# Kammerforst
Kammerforst este o arie protejată (arie specială de conservare — SAC, sit de importanță comunitară — SCI) din Germania întinsă pe o suprafață de 433 ha, integral pe uscat.

## Localizare
Centrul sitului Kammerforst este situat la coordonatele 51°03′16″N 12°24′59″E / 51.0544°N 12.4164°E.

## Înființare
Situl Kammerforst a fost declarat sit de importanță comunitară în iunie 2004 pentru a proteja 22 de specii de animale. Situl a fost protejat și ca arie specială de conservare în iulie 2008.

## Biodiversitate
Situată în ecoregiunea continentală, aria protejată conține 3 habitate naturale: Lacuri eutrofice naturale cu vegetație de tip Magnopotamion sau Hydrocharition, Păduri de fag Luzulo-Fagetum, Păduri de stejar sau de stejar și carpen sub-atlantice și medio-europene de Carpinion betuli.
La baza desemnării sitului se află mai multe specii protejate:
- păsări (20): pescăruș albastru (Alcedo atthis), fâsă de luncă (Anthus pratensis), Bucephala clangula, caprimulg (Caprimulgus europaeus), barză neagră (Ciconia nigra), erete de stuf (Circus aeruginosus), ciocănitoarea de stejar (Dendrocopos medius), ciocănitoare neagră (Dryocopus martius), șoimul rândunelelor (Falco subbuteo), muscar (Ficedula parva), codalb (Haliaeetus albicilla), capîntortură (Jynx torquilla), sfrâncioc mare (Lanius excubitor excubitor), Luscinia svecica cyanecula, Mergus merganser merganser, gaia neagră (Milvus migrans), gaia roșie (Milvus milvus), pițigoi-pungar (Remiz pendulinus), fluierarul de zăvoi (Tringa ochropus), pupăză (Upupa epops)
- mamifere (2): liliac cârn (Barbastella barbastellus), liliac comun (Myotis myotis)

Pe lângă speciile protejate, pe teritoriul sitului au mai fost identificate 3 specii de plante, 1 specie de păsări, 2 specii de amfibieni, 6 specii de mamifere, 61 de specii de nevertebrate.